# Same (Oost-Timor)
Same is de hoofdplaats van het Oost-Timorese district Manufahi.
Same telt 11.258 inwoners (2010).